# Ahmet Kireççi
Ahmet Kireççi (ur. 27 października 1914 w Mersinie, zm. 17 sierpnia 1979 tamże) – turecki zapaśnik. Dwukrotny medalista olimpijski.
Walczył zarówno w stylu wolnym, jak i klasycznym. Brał udział w dwóch igrzyskach przedzielonych wojną (IO 36, IO 48), na obu zdobywał medale. W 1936 był trzeci w stylu wolnym w wadze średniej, dwanaście lat później triumfował w stylu klasycznym w kategorii ciężkiej.